# Степаньково (городской округ Шаховская)
Степаньково — деревня в городском округе Шаховская Московской области.
Население — 982 чел. (2010).

## География
Деревня расположена в восточной части округа, примерно в 7 км к юго-востоку от райцентра Шаховская, на правом берегу реки Колпяны (приток реки Ламы), высота центра над уровнем моря 243 м. Ближайшие населённые пункты — примыкающий (за железной дорогой) на севере посёлок станции Бухолово и Чухолово в 1,5 км на восток. У северной окраины Степаньково находится железнодорожная платформа Бухолово (ранее станция) Рижского направления Московской железной дороги, в деревне начинается региональная автодорога 46К-9470 Степаньково — Козлово, останавливается автобус № 46.
Зарегистрировано 19 улиц и переулков, приписано 4 садоводческих товарищества.

## История
В 1769 году Степанково — сельцо Льняникова стана Волоколамского уезда Московской губернии с 11 душами, владение надворного советника Сергея Дмитриевича Молчанова и его описных крестьян. К владению относилось 127 десятин 1950 саженей пашни и 804 десятины 540 саженей леса.
В середине XIX века сельцо Степаньково относилось к 1-му стану Волоколамского уезда и принадлежало графине Софье Ивановне Мейстер. В сельце было 2 двора, крестьян 9 душ мужского пола и 6 душ женского.
В «Списке населённых мест» 1862 года — владельческое сельцо 1-го стана Волоколамского уезда Московской губернии по Московскому тракту, шедшему от границы Зубцовского уезда на город Волоколамск, в 17 верстах от уездного города, при колодце, с 5 дворами и 26 жителями (10 мужчин, 16 женщин).
В 1913 году в сельце Бухоловской волости Волоколамского уезда 4 двора и помещичья усадьба Э. Д. Лерчер.
По материалам Всесоюзной переписи населения 1926 года — хутор Бухоловского сельсовета, проживало 18 человек (10 мужчин, 8 женщин), насчитывалось 3 крестьянских хозяйства. При одноименном учхозе проживало 97 человек (47 мужчин, 50 женщин) в 21 хозяйстве.
С 1929 года — населённый пункт в составе Шаховского района Московской области.
1994—2006 гг. — центр Бухоловского сельского округа Шаховского района.
2006—2015 гг. — центр сельского поселения Степаньковское Шаховского района.
2015 г. — н. в. — деревня городского округа Шаховская Московской области.

## Население
| 1859 | 1926 | 2002 | 2006 | 2010 |
| ---- | ---- | ---- | ---- | ---- |
| 26   | ↘18  | ↗865 | ↘852 | ↗982 |

## Инфраструктура
В деревне действует Бухоловская средняя школа, детский сад № 10 «Тополёк».